# Dirk Lehmann
Dirk Lehmann (Aachen, 16 augustus 1971) is een voormalig Duits voetballer.